# Државни службеник (4. сезона)
Четврта сезона криминалистичке телевизијске серије Државни службеник емитоваће се током 2025 године на каналу Суперстар ТВ. , 

## Радња
Директор БИА-е Бакрач добија налог са државног врха да формира тим оперативаца агенције, са задатком да се брине за безбедност учесника Сабора православних цркава који требва да се одржи у Никозији на Кипру, те допринесе помирењу руске и васељенске цркве, чиме би се смањиле и нарастајуће тензије између Русије и Украјине.
Иницијатива за формирање тима стигла је од вишег саветника за безбедност Уроша Здравковића, због чега Бакрач сумња да се тим формира само да би се за евентуални инцидент на Сабору окривила агенција којом он руководи и он лично.
Стога новоформирани тим дистанцира од агенције и саставља од оперативаца са проблематичним професионалном и личном прошлошћу. Ова необична и наизглед нефункционална група оперативаца ускоро сазнаје да у српској делегацији, која се спрема на пут за Кипар, постоји кртица под шифром Берђајев чија је намера да по сваку цену онемогући успех Сабора. Тим српских оперативаца коначно стиже у Никозију, где се паралелно спремају црквени сабор и енергетски преговори Русије и Америке са сазнањем да је улог никад већи - успех Сабора и енергетских преговора значиће мир, а неуспех рат Русије и Украјине!

## Улоге
- Небојша Дугалић као Станоје Милојевић
- Ваја Дујовић као Ана Ковач
- Радован Вујовић као Мирко Бакрач
- Лара Драговић као Нина Аврамовић
- Вук Јовановић као Урош Здравковић
- Владимир Посавец Тушек као Бранко
- Ивона В. Јовановић као Јасна
- Јана Бјелица као Сања
- Борис Миливојевић као Хамза
- Игор Ђорђевић као Хамед
- Бранко Јеринић као патријарх Гершин
- Драган Божа Марјановић као Матија Јеротијевић
- Миодраг Драгичевић као Сергеј Ракитић
- Ивона Баковић као Елена

## Епизоде
| Бр. у серији | Бр. у сезони | Назив         | Редитељ                         | Сценариста                         | Премијерно емитовање |
| ------------ | ------------ | ------------- | ------------------------------- | ---------------------------------- | -------------------- |
| 37           | 1            | „Епизода 4.1” | Милош Радуновић и Игор Ђорђевић | Ђорђе Милосављевић и Игор Ђорђевић | 2025.                |